# Якобсон, Ханс
Ханс Якобсон (швед. Hans Jacobson; 17 марта 1947, Стокгольм — 9 июля 1984, там же) — шведский спортсмен, олимпийский чемпион в современном пятиборье и фехтовании. На Олимпиаде 1976 года в Монреале он завоевал золотую медаль в командных соревнованиях по фехтованию на шпагах в составе сборной Швеции.
Изначально он также стал бронзовым призёром в командном пятиборье на Играх 1968 года в Мехико, выступая вместе с Бьёрном Фермом и Хансом-Гуннаром Лильенваллем. Однако медаль была аннулирована после того, как Лильенвалль не прошёл допинг-тест (в его крови обнаружили алкоголь).